# Handala
Handala (en árabe: حنظلة, romanizado: Ḥanẓala), también Handhala, Hanzala o Hanthala, es un destacado y prominente símbolo nacional y personificación del pueblo palestino.
El personaje fue creado en 1969 por el  caricaturista político Naji al-Ali, y tomó su forma actual en 1973. Handala se convirtió en la firma de las caricaturas de Naji al-Ali y sigue siendo un símbolo icónico de la identidad y el desafío palestino, en especial de los desplazados por la constante expansión israelí. El personaje ha sido descrito como "un retrato de la guerra, la resistencia y la identidad palestina con una claridad asombrosa".
El nombre proviene de Citrullus colocynthis ( en árabe: حنظل, romanizado: Ḥanẓal), una planta perenne local de la región de Palestina que da un fruto amargo, vuelve a crecer cuando se corta y tiene raíces profundas.
El impacto de Handala ha continuado en las décadas posteriores al asesinato de al-Ali en 1987; hoy en día, el personaje sigue siendo muy popular como representante del pueblo palestino, y se encuentra en numerosas paredes y edificios en toda Cisjordania (especialmente como arte de graffiti en el muro de Cisjordania), Gaza y otros campos de refugiados palestinos y como un motivo popular de tatuajes y joyas. También ha sido utilizado por movimientos como Boicot, Desinversión y Sanciones  y el Movimiento Verde Iraní.

## Publicación temprana
Handala apareció por primera vez en Al-Seyassah, en Kuwait, el 13 de julio de 1969, y comenzó a dar la espalda al espectador y a juntar las manos detrás de la espalda a partir de 1973.

## Simbolismo
La edad de Handala -diez años- representa la que tenía Naji al-Ali en 1948, cuando fue expulsado de Palestina durante la Nakba y tuvo que ir a vivir a un campo de refugiados palestinos en el Líbano, por lo que decidió que Handala no crecería hasta que pudiera regresar a su tierra natal. Al-Ali escribió que:
Handala nació a los 10 años y siempre tendrá 10 años. Fue a esa edad que dejé mi tierra natal. Cuando Handala regrese, todavía tendrá 10 años y entonces comenzará a crecer.
Su postura, con las manos vueltas hacia atrás y entrelazadas, simboliza el «rechazo del personaje en un momento en que las soluciones se nos presentan a la manera estadounidense» y como «un símbolo de rechazo a todas las actuales mareas negativas en nuestra región». 
La ropa andrajosa de Handala y sus pies descalzos simbolizan su lealtad hacia los pobres. En las tiras de su periodo final, Handala aparece participando activamente en la acción, invita a los lectores a mirar en lugar de representar simplemente el papel de observador, a no permanecer indiferentes.

Al-Ali describió a Handala como «el símbolo de una causa justa»:
Era la flecha de la brújula, apuntando firmemente hacia Palestina. No solo Palestina en términos geográficos, sino Palestina en su sentido humanitario, símbolo de una causa justa, ya se encuentre en Egipto, Vietnam o Sudáfrica. 

## Legado

Graffiti en el muro de Cisjordania en Belén : Handala y la Libertad como " Piedad "

Al-Ali declaró en una entrevista antes de su asesinato que: «Handala, a quien creé, no terminará después de que yo muera. Espero que no sea una exageración cuando digo que seguiré viviendo en Handala, incluso después de morir». Los usos actuales del motivo Handala incluyen:
- Grafitis en numerosas paredes, edificios y tiendas de souvenirs de toda Cisjordania (en particular, grafitis en el Muro de Cisjordania), Gaza y otros campos de refugiados palestinos.[10]
- Un símbolo principal del movimiento Boicot, Desinversión y Sanciones.[10]
- Un motivo popular para tatuajes y joyas.[10]
- La mascota web del Movimiento Verde Iraní.[14]
- En obras de arte israelíes, en particular junto al personaje israelí Srulik.[15]
- El nombre de un barco de ayuda humanitaria de la Flotilla de la Libertad de Gaza de julio de 2025 enviado a la Franja durante la guerra de Gaza interceptado por el ejército israelí.[4][5]

## Galería

Grafiti cerca de Belén.
Grafiti cerca de Belén.
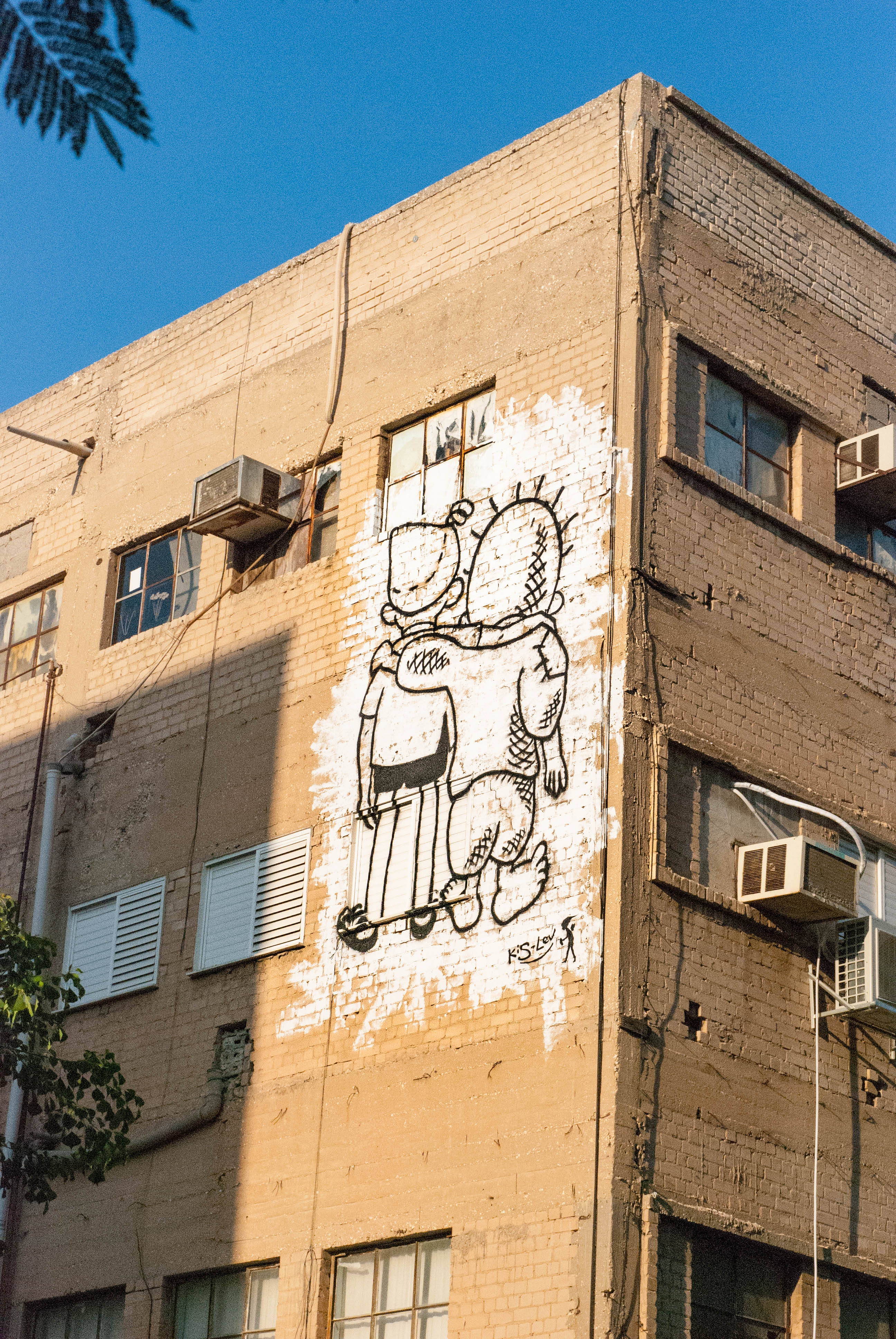
El mural de Niños de la Paz, con Srulik en Florentín, Tel Aviv.
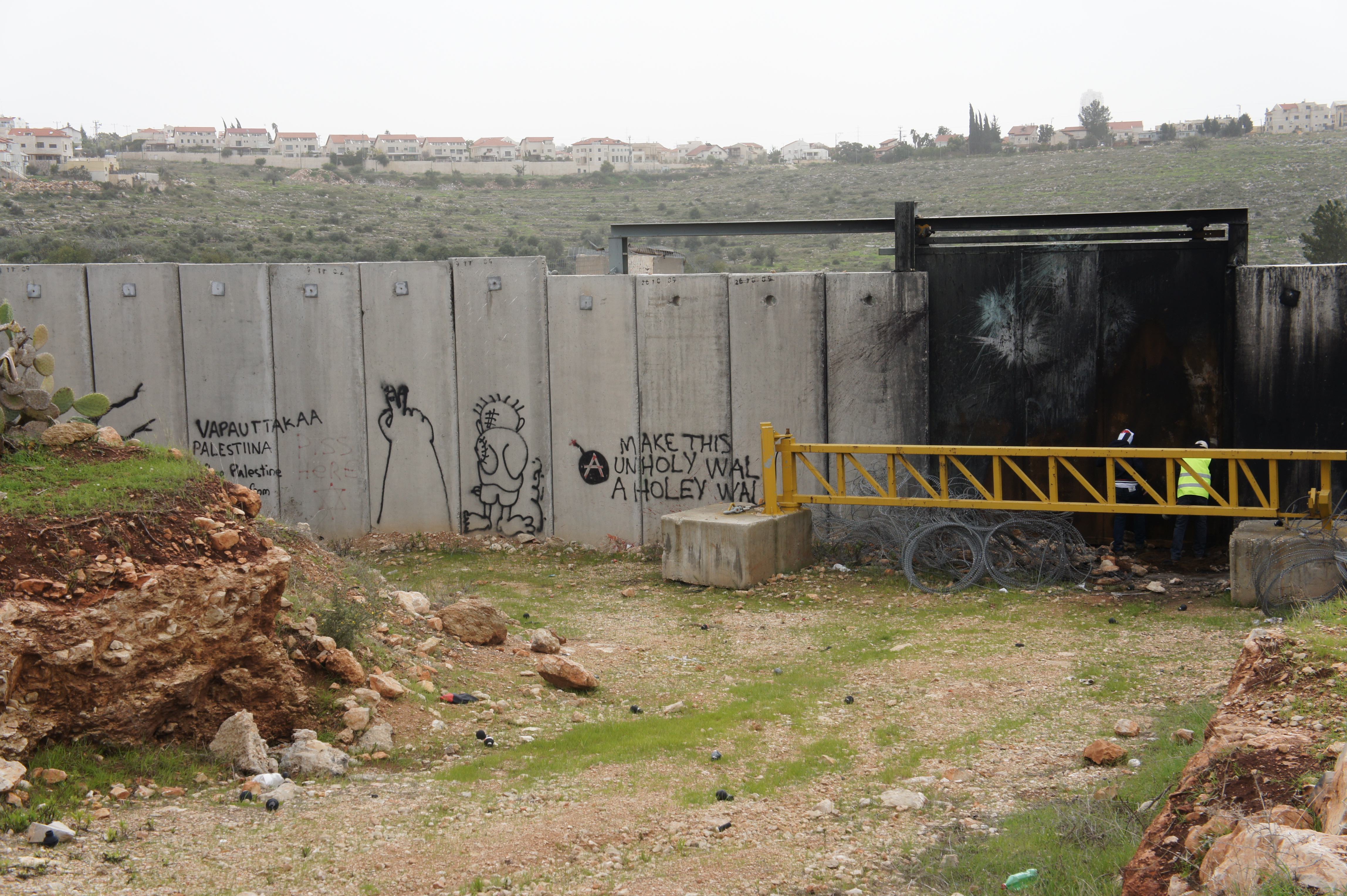
Handala en el muro de separación israelí en Niilin
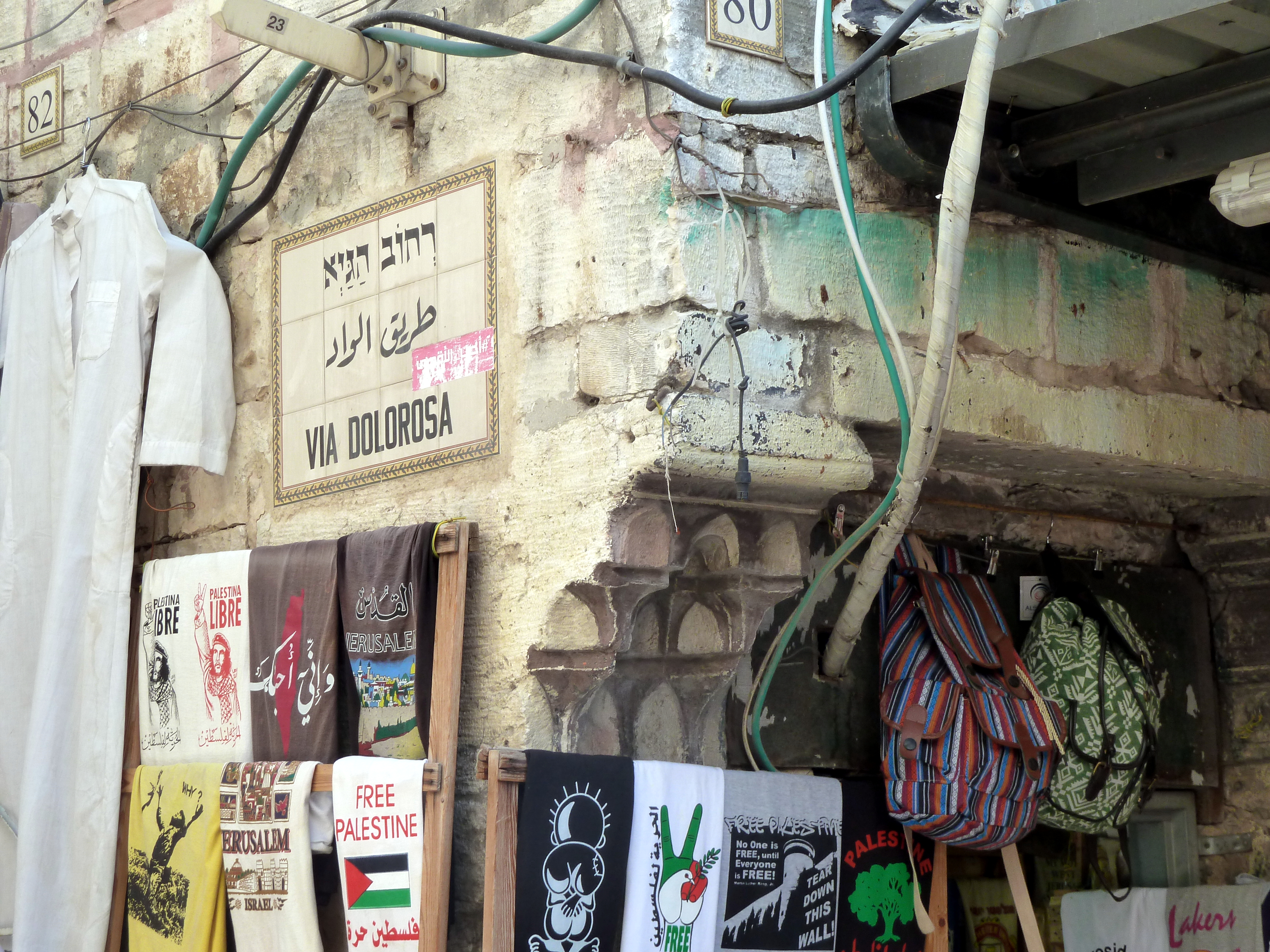
Merchandising de Handala en la Vía Dolorosa de Jerusalén.
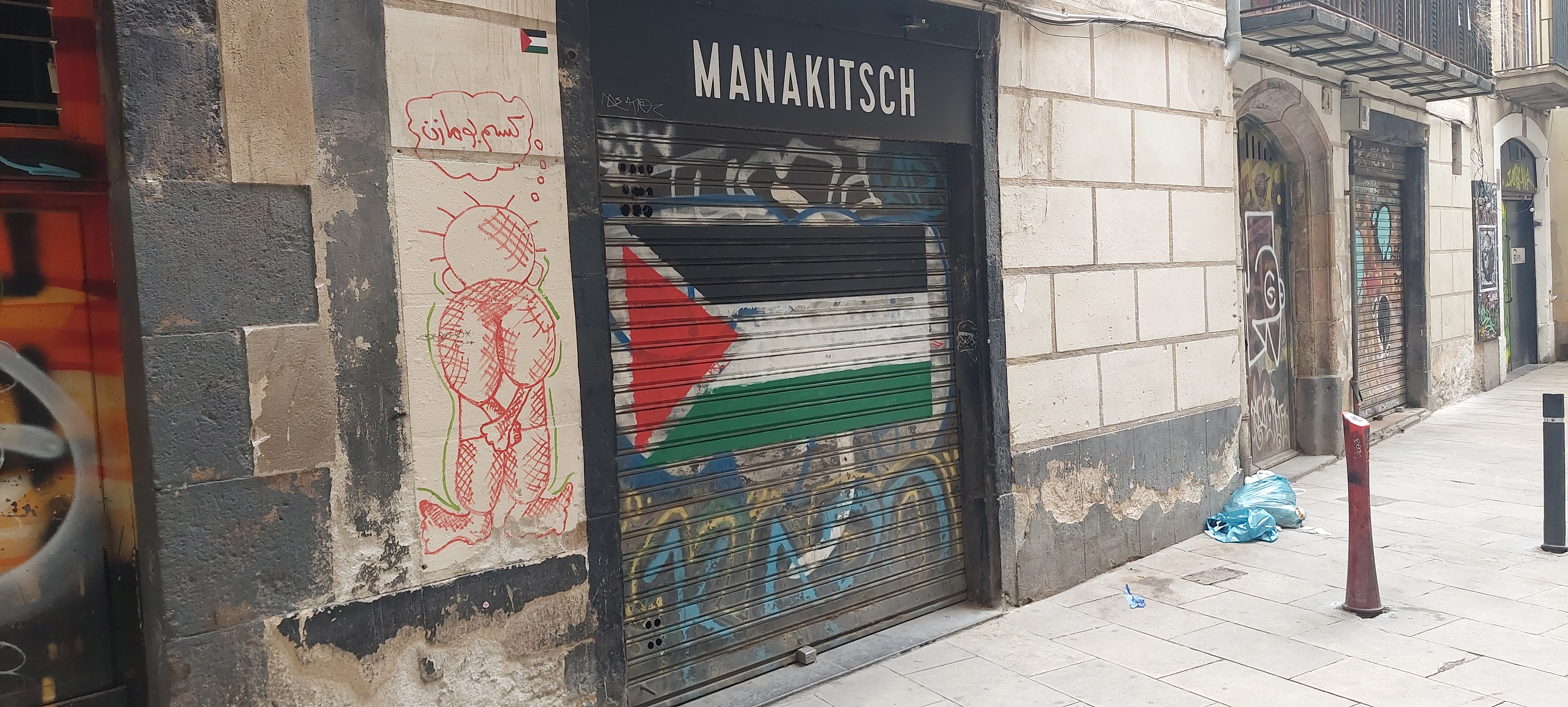
Grafiti de Handala en Barcelona